# Delfines de La Guaira
Los Delfines de La Guaira son un equipo profesional de béisbol de Venezuela con sede en el área de la Bahía de Macuto, La Guaira. Compiten en la Liga Mayor de Béisbol Profesional (LMBP) y disputan sus partidos como locales en el Estadio Jorge Luis García Carneiro, ubicado en el área de Macuto, municipio Vargas de La Guaira.
El equipo heredo la plaza que dejó libre la novena Lanceros de La Guaira antes de iniciar la temporada 2022, por lo cual el equipo obtuvo a todos los jugadores elegidos por lanceros en el draft así como el cuerpo técnico.

## Historia

### Primera Temporada: Lanceros de La Guaira
Su primera temporada en la Liga Mayor fue decepcionante, terminaron en el último lugar en la liga y solo pudieron ganar 9 partidos de 29, cayendo en 20 ocasiones, con un partido final que no se realizó, ya que el equipo Samanes de Aragua —al cuál debía enfrentar— estaba clasificado y dicho encuentro no afecta la posición de los equipos involucrados.

### 2022 Aparecen Los Delfines
Delfines se convirtió en la segunda escuadra que sustituyó a otra que originalmente participaría este año en la LMBP. Previamente Centauros de La Guaira tomó la vacante dejada por Relámpagos del Zulia que no actuó por razones logísticas.
Delfines heredó la nómina de Lanceros, que emitió un comunicado oficial en el que aseguró que no intervendrá en la LMBP en corto plazo, porque aprovechará los próximos meses para captar y desarrollar nuevos talentos.

De hecho, en un boletín de la LMBP se indicó que Lanceros inauguró su propia escuela para cumplir ese objetivo de formar talentos oriundos del litoral central de Venezuela.
“La organización Lanceros de La Guaira no formará parte de la segunda edición. En 2021 se ubicó en el último lugar de la tabla al dejar récord de 9-20. Los representantes de Macuto se dedicarán a trabajar con Lanceros Academy y se enfocarán en el desarrollo de talentos para el futuro del béisbol venezolano”

### Temporada 2022
Los Delfines iniciaron la campaña con la intención de no repetir la terrible actuación de su antecesor Lanceros de La Guaira algo que lograron al superar el récord de 19 Victorias en la liga establecido por Marineros de Carabobo, los cetáceos finalizaron la temporada 2022 con 25 Victorias y 17 Derrotas en 42 juegos jugando para 595 y empataron a Senadores de Caracas y Marineros de Carabobo en el primer lugar de la tabla avanzando a las semifinales como segundo.
Al quedar en segundo lugar los Guaireños les toco enfrentarse a Los Campeones de la pasada edición Senadores de Caracas cayendo en 5 juegos por global de 3 a 2, finalizando una gran temporada en la que quedaron a un paso de la final.
Semifinal 2022 Delfines vs Sendaores:
J1:
Delfines  2
senadores 6
J2:
Delfines  3
Senadores 1
J3:
Senaores 3
Delfines  2
J4:
Senadores 2
Delfines  4
J5:
Delfines  2
Senadores 6

## Rivalidades

### Centauros de La Guaira
Esta rivalidad se inicia debido a que ambos equipos representan a La Guaira y comparten estadio además de demostrar ser el mejor equipo del Estado.

### Senadores de Caracas
La Rivalidad con senadores se da por haber sido eliminados en semifinales en el año 2022 razón por la cual Los Delfines desean tomar venganza de los Caraqueños que además son vecinos al ser La Guaira y Caracas Estados Limítrofes.

### Caciques de Distrito
La Rivalidad se da ya que ambos equipos participaron por primera vez en la misma temporada razón por la cual deseaban quedar en lo más alto.

## Estadio

### Estadio Jorge Luis García Carneiro
Los Delfines juegan en el Estadio Jorge Luis García Carneiro desde su inicio en 2021 con Lanceros. La facilidad que originalmente fue llamado "Forum de La Guaira", fue construido a finales del año 2022 para atraer a un equipo de La Liga Venezolana.

## Uniformes
El uniforme común de los Delfines, ha sido utilizado con pequeños cambios desde que oficialmente el equipo adoptó el nombre de los Lanceros para la temporada del 2021. El jersey de casa es tradicionalmente Azul Claro con el nombre de Delfines en color Blanco y que atraviesa el pecho y el logo del equipo. Los delfines tiene un uniforme de gira que es color gris, y el nombre de la Guaira a través del pecho. Ambos son de color azul oscuro.

### Uniformes del pasado
Durante la primera temporada, los Lanceros tuvieron un uniforme azul oscuro tradicional en casa y en la gira de color gris con el texto de "La Guaira" (en casa) y "Lanceros" (en gira), con una combinación de azul oscuro, azul claro, negro blanco y gris.

## Comunicaciones: Radio y Televisión
Heros TV Sports en una empresa que transmite por televisión, los juegos de los Delfines y de La Liga Mayor. Desde la temporada de 2023, muchos juegos fueron vistos por televisión abierta en todo el país, a través de TVES, La Tele Tuya y Meridiano Televisión.

### La fanaticada de los Delfines
Ha sido muy lento para construir y sostener todo lo sucedido en las primeras temporadas, tomando en consideración el poderío de los otros equipos de la Liga Mayor, como los fanáticos de los Senadores de Caracas y los fanáticos de los Marineros de Carabobo además hay que tomar en consideración los Equipos de La LVBP como los Tiburones de La Guaira que representan también al Estado y los Populares Navegantes del Magallanes y Leones del Caracas.

## Logos
El logo de los Lanceros Consistiría en círculo Azul con el nombre Lanceros de La Guaira y Las letras LG entrelazadas en medio. el logo de los delfines consiste en una pelota de Béisbol con un delfín encima y las palabras Delfines en medio y La Guaira debajo a la derecha en menor tamaño.

## Jugadores
| Pitchers | Pitchers              | Pitchers | Pitchers | Pitchers | Pitchers   | Pitchers            | Pitchers            |
| #        | Nombre                | Batea    | Lanza    | Altura   | Peso (Lbs) | Fecha de nacimiento | Lugar de nacimiento |
| -------- | --------------------- | -------- | -------- | -------- | ---------- | ------------------- | ------------------- |
| 38       | Bruzual, Jonathan     | L        | L        | 6'1      | 172        | 02/15/2000          | Venezuela           |
| 18       | Cavanerio, Jorgan     | R        | R        | 6'1      | 155        | 08/18/1994          | Venezuela           |
| 83       | Cova, Rafael          | R        | R        | 6'2      | 175        | 03/05/1982          | Venezuela           |
|          | Díaz, Víctor          | R        | R        | 6'1      | 178        | 10/06/1993          | Venezuela           |
| 21       | Marcano, David        | R        | R        | 6'3      | 180        | 08/28/2001          | Venezuela           |
| 22       | Mayora, Héctor        | R        | R        | 6'1      | 178        | 06/22/1989          | Venezuela           |
| 39       | Molina, Néstor        | R        | R        | 6'1      | 220        | 01/09/1989          | Venezuela           |
| 16       | Ortiz, José Francisco | L        | L        | 6'0      | 166        | 07/19/1985          | Venezuela           |
| 39       | Pérez, Williams       | R        | R        | 6'0      | 240        | 05/21/1991          | Venezuela           |
| 35       | Ramos, Darwin         | R        | R        | 6'2      | 210        | 11/23/1995          | Venezuela           |
| 64       | Rico, Luis            | L        | L        | 6'1      | 175        | 11/29/1993          | Venezuela           |
| 73       | Romero, Víctor        | R        | R        | 6'3      | 170        | 02/17/1995          | Venezuela           |
| 67       | Ruiz, Moisés          | R        | R        | 6'2      | 185        | 10/03/1998          | Venezuela           |
| 55       | Socolovich, Miguel    | R        | R        | 6'1      | 205        | 07/24/1986          | Venezuela           |
| 36       | Tabata, Marcos        | R        | R        | 6'0      | 180        | 06/12/1986          | Venezuela           |
| 44       | Valdés, Raúl          | L        | L        | 5'11     | 190        | 11/27/1977          | Cuba                |
| 48       | Zambrano, Jesús       | R        | R        | 5'10     | 204        | 08/23/1996          | Venezuela           |

| Catchers | Catchers            | Catchers | Catchers | Catchers | Catchers   | Catchers            | Catchers            |
| #        | Nombre              | Batea    | Lanza    | Altura   | Peso (Lbs) | Fecha de nacimiento | Lugar de nacimiento |
| -------- | ------------------- | -------- | -------- | -------- | ---------- | ------------------- | ------------------- |
| 85       | Bracamonte, Gabriel | R        | R        | 5'9      | 165        | 05/15/1995          | Venezuela           |

| Infielders | Infielders        | Infielders | Infielders | Infielders | Infielders | Infielders          | Infielders           |
| #          | Nombre            | Batea      | Lanza      | Altura     | Peso (Lbs) | Fecha de nacimiento | Lugar de nacimiento  |
| ---------- | ----------------- | ---------- | ---------- | ---------- | ---------- | ------------------- | -------------------- |
| 9          | Alfonzo, Ezequiel | R          | R          | 5'10       | 165        | 08/31/1999          | Venezuela            |
| 19         | Carias, Johan     | R          | R          | 5'7        | 187        | 04/22/1993          | Venezuela            |
| 8          | Chirinos, Michael | B          | R          | 5'10       | 155        | 10/11/1999          | Venezuela            |
| 37         | De León, Michael  | B          | R          | 6'1        | 160        | 01/14/1997          | República Dominicana |
| 12         | Díaz, Omar        | L          | L          | 6'1        | 180        | 09/23/2001          | República Dominicana |
| 15         | Guzmán, Jesús     | R          | R          | 6'1        | 200        | 06/14/1984          | Venezuela            |
| 5          | Hernández, Gorkys | R          | R          | 6'1        | 196        | 09/07/1987          | Venezuela            |
| 32         | Mayora, Daniel    | R          | R          | 5'11       | 175        | 07/27/1985          | Venezuela            |
| 2          | Medina, Ángel     | R          | R          | 6'1        | 180        | 11/02/1998          | Venezuela            |
| 13         | Ordaz Z, Rafael A | R          | R          | 5'8        | 132        | 02/21/2005          | Venezuela            |
| 27         | Rivas, Webster    | R          | R          | 6'1        | 219        | 08/08/1990          | República Dominicana |
| 24         | Rivero, Carlos    | R          | R          | 6'3        | 230        | 05/20/1988          | Venezuela            |
| 14         | Sardinas, Luis    | B          | R          | 6'1        | 180        | 05/16/1993          | Venezuela            |
| 81         | Torres, Juan      | R          | R          | 6'1        | 180        | 10/07/1988          | Venezuela            |

| OutFielders | OutFielders         | OutFielders | OutFielders | OutFielders | OutFielders | OutFielders         | OutFielders          |
| #           | Nombre              | Batea       | Lanza       | Altura      | Peso (Lbs)  | Fecha de nacimiento | Lugar de nacimiento  |
| ----------- | ------------------- | ----------- | ----------- | ----------- | ----------- | ------------------- | -------------------- |
| 17          | Beltre, Engel       | L           | L           | 6'2         | 180         | 11/01/1989          | República Dominicana |
| 23          | Concepción, Anthony | R           | R           | 6'1         | 200         | 03/23/1995          | Venezuela            |
| 28          | González, Enderson  | L           | L           | 5'5         | 154         | 10/28/1997          | Venezuela            |
| 4           | Medina, Gilbert     | R           | R           | 0'0         | 0           | 02/19/2002          | Venezuela            |
| 11          | Segovia, Joantgel   | R           | R           | 6'1         | 194         | 11/08/1996          | Venezuela            |

Nota:
L: Batea a la Izquierda, R: Batea a la Derecha B: Batea Ambas

## Palmarés
- Liga Mayor de Béisbol Profesional (0): 2022 Semifinalista, 2023 Subcampeón